# Épreuve 4 de Sheffield de snooker 2011
L'Épreuve 4 de Sheffield 2011 est un tournoi de snooker classé mineur, qui s'est déroulé du 27 au 30 novembre 2011 à la World Snooker Academy de Sheffield en Angleterre.

## Déroulement
Il s'agit de la dixième épreuve du championnat européen des joueurs, une série de tournois disputés en Angleterre (7 épreuves) et en Europe (5 épreuves), lors desquels les joueurs doivent accumuler des points afin de se qualifier pour la grande finale à Galway.
Le tournoi fait partie des cinq épreuves tenues en Angleterre à Sheffield. Il y en avait six la saison dernière, mais il a été décidé que l'une d'entre elles soit tenue à la South West Snooker Academy de Gloucester.
L'événement compte un total de 169 participants dont 128 ont atteint le tableau final. Le vainqueur remporte une prime de 10 000 £.
Le tournoi est remporté par Michael Holt par 4 manches à 2, lors d'une finale inattendue face à Dominic Dale,. Holt a notamment éliminé John Higgins et Mark Selby lors de son parcours.
Le tournoi a été marqué par la réalisation de deux breaks de 147 points, de la part de David Gray. et de Ricky Walden.

## Dotation
La répartition des prix est la suivante :
- Vainqueur : 10 000 £
- Finaliste : 5 000 £
- Demi-finaliste : 2 500 £
- Quart de finaliste : 1 500 £
- 8èmes de finale : 1 000 £
- 16èmes de finale : 600 £
- Deuxième tour : 200 £
- Dotation totale : 50 000 £

## Phases finales
|  | Quarts de finale au meilleur des 7 manches | Quarts de finale au meilleur des 7 manches | Quarts de finale au meilleur des 7 manches |              |              | Demi-finales au meilleur des 7 manches | Demi-finales au meilleur des 7 manches | Demi-finales au meilleur des 7 manches |  |  | Finale au meilleur des 7 manches | Finale au meilleur des 7 manches | Finale au meilleur des 7 manches |
|  |                                            |                                            |                                            |              |              |                                        |                                        |                                        |  |  |                                  |                                  |                                  |
|  |                                            | John Higgins                               | 4                                          |              |              |                                        |                                        |                                        |  |  |                                  |                                  |                                  |
|  |                                            | Joe Perry                                  | 3                                          |              |              |                                        |                                        |                                        |  |  |                                  |                                  |                                  |
|  |                                            | Joe Perry                                  | 3                                          |              | John Higgins | 2                                      |                                        |                                        |  |  |                                  |                                  |                                  |
|  |                                            |                                            |                                            |              | John Higgins | 2                                      |                                        |                                        |  |  |                                  |                                  |                                  |
|  |                                            |                                            | Michael Holt                               | 4            |              |                                        |                                        |                                        |  |  |                                  |                                  |                                  |
|  |                                            | Jamie Cope                                 | Michael Holt                               | 4            | 0            |                                        |                                        |                                        |  |  |                                  |                                  |                                  |
|  |                                            | Jamie Cope                                 |                                            |              | 0            |                                        |                                        |                                        |  |  |                                  |                                  |                                  |
|  |                                            | Michael Holt                               | 4                                          |              |              |                                        |                                        |                                        |  |  |                                  |                                  |                                  |
|  |                                            |                                            |                                            |              |              |                                        |                                        |                                        |  |  |                                  | Michael Holt                     | 4                                |
|  |                                            |                                            |                                            | Dominic Dale | 2            |                                        |                                        |                                        |  |  |                                  |                                  |                                  |
|  |                                            | Dave Harold                                | 1                                          |              |              |                                        |                                        |                                        |  |  |                                  |                                  |                                  |
|  |                                            | Stephen Lee                                | 4                                          |              |              |                                        |                                        |                                        |  |  |                                  |                                  |                                  |
|  |                                            | Stephen Lee                                | 4                                          |              | Stephen Lee  | 2                                      |                                        |                                        |  |  |                                  |                                  |                                  |
|  |                                            |                                            |                                            |              | Stephen Lee  | 2                                      |                                        |                                        |  |  |                                  |                                  |                                  |
|  |                                            |                                            | Dominic Dale                               | 4            |              |                                        |                                        |                                        |  |  |                                  |                                  |                                  |
|  |                                            | Dominic Dale                               | Dominic Dale                               | 4            | 4            |                                        |                                        |                                        |  |  |                                  |                                  |                                  |
|  |                                            | Dominic Dale                               |                                            |              | 4            |                                        |                                        |                                        |  |  |                                  |                                  |                                  |
|  |                                            | Liang Wenbo                                | 3                                          |              |              |                                        |                                        |                                        |  |  |                                  |                                  |                                  |

## Finale
| Finale au meilleur des 7 manches Arbitre : ???      |                          |                             |
| Michael Holt Angleterre                             | 4 - 2 ( - )              | Dominic Dale Pays de Galles |
| 0 75                                                | Centuries Meilleur break | 0 ???                       |
| Michael Holt remporte l'Épreuve 4 de Sheffield 2011 |                          |                             |